# 4631 Yabu
A 4631 Yabu (ideiglenes jelöléssel 1987 WE1) a Naprendszer kisbolygóövében található aszteroida. Ueda Szeidzsi és Kaneda Hirosi fedezte fel 1987. november 22-én.